# Real Universidade de Toledo

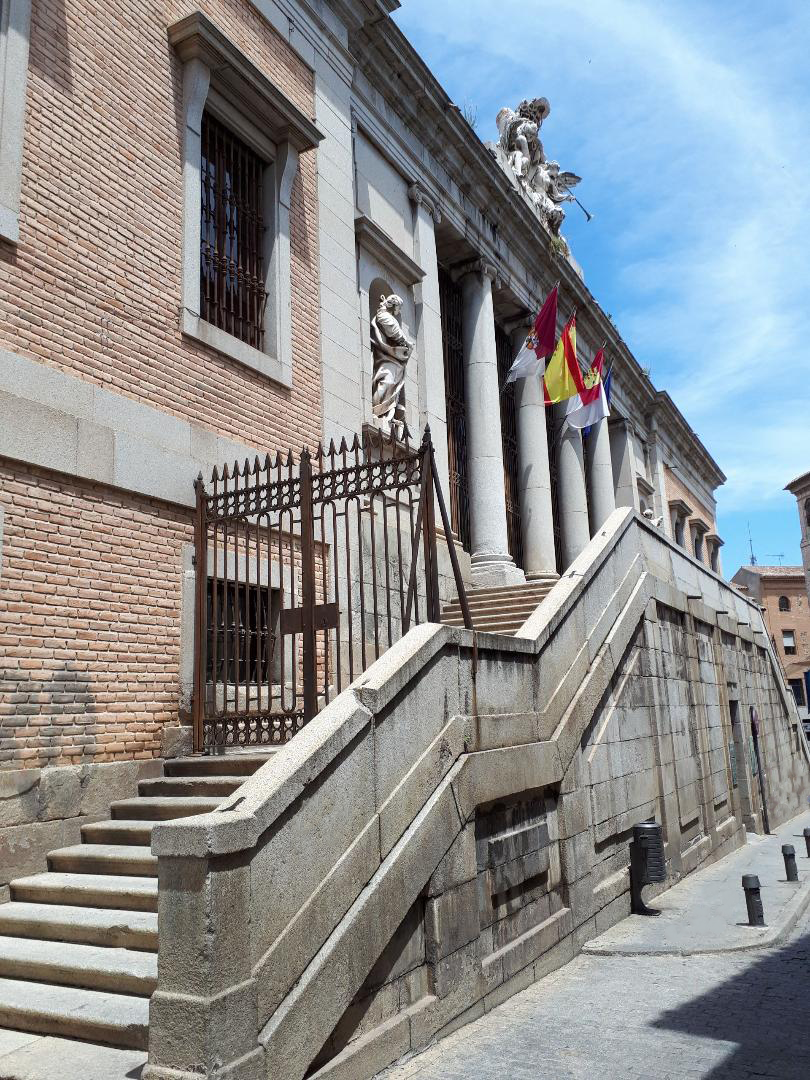
Real Universidad de Toledo, fachada.

A Real Universidade de Toledo teve sua origem na bula do Papa Inocêncio III de 3 de maio de 1485, que autorizou a criação, na cidade de Toledo na Espanha, do denominado Colégio de Santa Catarina, sob supervisão eclesiástica. Francisco Álvarez de Toledo solicitou e obteve dos Reis Católicos a permissão preceptiva para a legalização de um total de 22 cátedras de teologia, canon, leis, arte, medicina, cirurgia, grego, retórica e matemática.
Em 1520, pela bula do Papa Leão X, o colégio se transformou em Real Universidade de Toledo e Paulo III concedeu vários privilégios para a expedição de títulos de Doutor e Licenciado, além disso de Estatutos e Regulamentos, assim como um Patronato dependente do Cabido da Catedral de Toledo.